# Ferrovia Roma-Formia-Napoli
La ferrovia Roma-Formia-Napoli, conosciuta anche come Roma-Napoli via Formia o storicamente come Direttissima Roma-Napoli è una linea ferroviaria completata nel 1927 per realizzare il collegamento veloce tra le due grandi città italiane in alternativa alla preesistente linea Roma-Cassino-Napoli diminuendo notevolmente i tempi di percorrenza dei treni. 

## Storia
I primi progetti di costruzione della linea presero forma già a partire dal 1871 per via degli intrinseci problemi della Roma-Napoli via Cassino; questa, infatti, presentava un percorso tortuoso che, specie nella valle del fiume Sacco, era soggetto a frequenti interruzioni per alluvioni e frane.
Svolgendosi inoltre su un tracciato in altura (dato che l'Agro Pontino era ancora paludoso e malarico) aveva una prestazione notevolmente ridotta specie con le poco potenti locomotive dell'epoca.
| Tratta                  | Inaugurazione   |
| ----------------------- | --------------- |
| Aversa-Napoli           | 7 maggio 1867   |
| Roma-Campoleone         | 16 luglio 1920  |
| Campoleone-Sezze Romano | 17 luglio 1922  |
| Priverno-Formia         | 17 luglio 1922  |
| Sezze Romano-Priverno   | 28 ottobre 1927 |
| Formia-Villa Literno    | 28 ottobre 1927 |
| Villa Literno-Aversa    | 5 luglio 1928   |

La costruzione della linea venne prevista anche dalla legge del 29 luglio 1879 che ne disponeva il coordinamento con le linee Velletri-Terracina e Sparanise-Gaeta. L'impegno era confermato con la legge del 5 luglio 1882 e nell'allegato di quella delle Convenzioni del 1885. Il progetto fu sempre controverso: vi si impegnarono le migliori menti dell'ingegneria ferroviaria come Alfredo Cottrau ma trovò anche l'opposizione di statisti come Francesco Saverio Nitti.
Il progetto esecutivo vero e proprio venne redatto nel 1902 e approvato nel 1905 quando iniziava l'esercizio di stato delle ferrovie italiane. Tuttavia i lavori, iniziati nel 1907 si prolungarono fino al 1927 perché fu necessario lo scavo di alcune gallerie di oltre 7 km tra cui quella di Monte Orso e quella della Vivola.
Per la sua realizzazione, la direttissima ha comportato lo sventramento, nella città di Pozzuoli,
dell'anfiteatro minore, di epoca romana, i cui resti sono ancora visibili ai lati della linea ferroviaria in prossimità della stazione benché sepolti da terra a parzial uso agricolo e costruzioni varie.
Nonostante i lavori fossero iniziati nel 1909, l'inaugurazione della prima tratta (fino a Pozzuoli) avvenne il 20 settembre 1925, a causa di vari problemi: prima di tutto la Prima guerra mondiale che bloccò i lavori per diversi anni, ma anche e soprattutto le caratteristiche morfologiche dei luoghi attraversati. La linea ferroviaria venne costruita con due stazioni extraurbane poste a Pozzuoli e Giugliano, raccordandosi al passante ferroviario di Napoli, già al servizio della città.
Il 28 ottobre 1927 venne inaugurata la tratta Pozzuoli–Villa Literno che, proseguendo fino a Formia, consentiva il completamento della "direttissima" per Roma.
Il tratto tra Villa Literno e Napoli Mergellina fu elettrificato in corrente continua a 650 V con sistema a terza rotaia nel 1927, in occasione del completamento della linea Roma-Napoli via Formia, estendendo la precedente rete metropolitana di Napoli (Pozzuoli Solfatara - Napoli Piazza Garibaldi) inaugurata nel 1925. La restante parte di linea (da Roma a Villa Literno) fu elettrificata in corrente continua a 3000 V nel 1935. A seguito di ciò, l'intera importante direttrice Nord-Sud da Bologna a Napoli poteva essere esercìta in trazione elettrica.
Dal 2009, anno in cui è entrata in esercizio la ferrovia Roma-Napoli ad alta velocità, i treni provenienti da Roma Termini non percorrono più il passante ferroviario di Napoli, ma da Villa Literno diramano in direzione Aversa e proseguono per Napoli Centrale.

## Caratteristiche
|  | Head station |

| Unknown route-map component "b" | Unknown route-map component "kABZg3" + One way leftward | Unknown route-map component "CONTfq" |

| Unknown route-map component "CONTgq" | Unknown route-map component "kABZq1" + Unknown route-map component "ABZ+lr" | Unknown route-map component "KRZo+k4" | Unknown route-map component "CONTfq" |

| Unknown route-map component "bSHI2+lr" |

| Non-passenger station/depot on track |

| Unknown route-map component "uexCONTgq" | Unknown route-map component "emKRZu" | Unknown route-map component "uexCONTfq" |

| Unknown route-map component "KRW+l" | Unknown route-map component "KRWgr" |  |

| One way leftward | Unknown route-map component "KRZo" | Unknown route-map component "CONTfq" |

| Unknown route-map component "uexCONTgq" | Unknown route-map component "emKRZo" | Unknown route-map component "uexCONTfq" |

| Station on track |

| Unknown route-map component "SKRZ-Ao" |

| Unknown route-map component "eHST" |

| Station on track |

| Station on track |

| Unknown route-map component "kABZg3x2" |

| Unknown route-map component "dCONTgq" | Unknown route-map component "xkABZq1" | Unknown route-map component "eKRZo+k4x1" | Unknown route-map component "exkABZq+4" | Unknown route-map component "exdCONTfq" |

| Unknown route-map component "eHST" |

| Station on track |

| Station on track |

|  | Unknown route-map component "eABZg+l" | Unknown route-map component "exCONTfq" |

| Station on track |

|  | Unknown route-map component "eKRWgl" | Unknown route-map component "exLKRW+r" |

|  | Straight track | Unknown route-map component "exLBHF" |

|  | Unknown route-map component "eKRWg+l" | Unknown route-map component "exLKRWgr" |

|  | Station on track | Unknown route-map component "exLSTR" |

|  | Unknown route-map component "hKRZWae" | Unknown route-map component "exLSTR" |

|  | Unknown route-map component "KRWgl" | Unknown route-map component "xKRWg+r" |

| Unknown route-map component "CONTgq" | Unknown route-map component "KRZo" | One way rightward |

| Unknown route-map component "tSTRa@g" |

| Unknown route-map component "tSTRe@f" |

| Station on track |

| Station on track |

| Unknown route-map component "tSTRa@g" |

| Unknown route-map component "tSTRe@f" |

| Unknown route-map component "HSTeBHF" |

| Unknown route-map component "exCONTgq" | Unknown route-map component "evSTR+r-SHI1+r" |  |

| Unknown route-map component "vexBHF-BHF" |

| Unknown route-map component "evÜWBl" |

| Unknown route-map component "vBHF-exBHF" |

|  | Unknown route-map component "xvSHI1l-STRl" | Unknown route-map component "exCONTfq" |

| Unknown route-map component "hKRZWae" + Unknown route-map component "GRZq" |

| Unknown route-map component "eHST" |

|  | Unknown route-map component "eABZgl" | Unknown route-map component "exCONTfq" |

| Station on track |

| Enter and exit tunnel |

| Station on track |

| Unknown route-map component "hKRZWae" |

| Unknown route-map component "HSTeBHF" |

| Station on track |

| 180+348 |
| 0+000   |

| Unknown route-map component "CONTgq" | Unknown route-map component "ABZgr" |  |

| Stop on track |

| Station on track |

| Unknown route-map component "kABZg2" |

|  | Unknown route-map component "d" | Unknown route-map component "STR+k12" | Unknown route-map component "kABZl+34" | Unknown route-map component "dCONTfq" |

| Unknown route-map component "kABZg+1" |

| Station on track |

| 14+335  |
| 178+320 |

| Stop on track |

| Unknown route-map component "HSTeBHF" |

| Unknown route-map component "eBHF" |

| Station on track |

| Unknown route-map component "SKRZ-Ao" |

|  | Unknown route-map component "ABZg+l" | Unknown route-map component "CONTfq" |

| End station |

La linea è completamente a doppio binario ed elettrificata. Attualmente circolano tutte le tipologie di treni italiani.
La linea richiese lunghe gallerie (Vivola - 7.45km, Monte Orso - 7.53km, Monte Massico 5,38km) a causa della complessa morfologia lungo il suo itinerario.